# Albert Flórián (labdarúgó, 1941)
Albert Flórián (Hercegszántó, 1941. szeptember 15. – Budapest, 2011. október 31.) sokác felmenőkkel rendelkező magyar válogatott labdarúgó, az egyedüli magyar aranylabdás, a Nemzet Sportolója.
Az 1950-es évek végétől az első kiemelkedő képességű játékos. Nagyon fiatalon lett elismert labdarúgó. Kiválóan cselezett, labdáit vonzotta a kapu. Önéletrajzaiban önkritikusan megemlíti, hogy nagyon szeretett játszani, de nem szeretett edzeni. Életpályája konfliktusokkal terhelt volt. 1974. március 17-én fejezte be az aktív játékot.
Rendkívül szerény volt, rokonszenves a csapattársak számára is. Tisztelettudó, jó magatartású, jó modorú, intelligens fiatalember volt a magánéletben éppúgy, mint a pályán. Nem rúgott meg ellenfelet. Amellett hihetetlen, bámulatos cselezőkészsége volt, ami kivételes adottság, olyan, amit nem lehet megmagyarázni. Baróti így könnyen és gyorsan megtalálhatta a nagy hármast, Göröcs, Albert, Tichy személyében. A külföld is fölfigyelt erre a csodálatos mozgástechnikára és gólérzékenységre. 67-ben megérdemelten ítélték neki oda az Aranylabdát.

## Pályafutása

### A Ferencvárosban
Albert Flórián pályafutása alatt végig, 1952-től 1974-ig a Ferencváros játékosa volt. A Ferencvárosnál bajnoki és különböző kupamérkőzéseit összeszámolva összesen 537 mérkőzésen lépett pályára a felnőtt csapatnál, ezeken 383 gólt szerzett. Háromszor lett gólkirály, négyszer nyert magyar bajnokságot, egyszer nyert Magyar Népköztársasági-kupát. 1965-ben megnyerte a Vásárvárosok Kupáját, miután 1–0-ra győztek az olasz Juventus ellen.
1958. november 2-án debütált a felnőttcsapatban, mikor a Ferencváros a Diósgyőr ellen játszott a Népstadionban. A mérkőzésen máris két gólt szerzett. 1960-ban bajnoki ezüstérmes lett a csapattal, és 27 góllal a gólkirályi címet is megszerezte. 1961-ben ismét gólkirály lett 21 góllal, holtversenyben Tichy Lajossal. 1963-ban a Ferencvárossal bekerült a Vásárvárosok Kupája elődöntőjébe, azonban csak a bronzérmet szerezték meg, mivel 3–1-re kikaptak a jugoszláv NK Dinamo ellen. Ezt ellensúlyozta, hogy magyar bajnokok lettek, majd a következő évben is megismétlődött a siker. 1965-ben csak a második helyet szerezték meg a bajnokságban, de Albert 27 góllal, immár harmadszorra, gólkirály lett. A Fradi a Vásárvárosok Kupájában ebben a szezonban is szárnyalt, ezúttal egészen a döntőig, ahol a Juventus legyőzésével a kupát is megszerezték, Albert az 1965-ös Aranylabda szavazáson pedig a hatodik helyen végzett.
Mint Kosztolányi fái, úgy tartoztam az Üllői úthoz. A rosszakaróim azt mondhatták, úgy álldogál Albert a Fradi-pályán, mint az Üllői úti fák, csak azoknak nincs csípőn a kezük. Hát igen, valóban ott álldigáltam, még néha csípőn is volt a kezem, de két álldigálás között bemutattam néhány cselt, rúgtam néhány gólt, szereztem némi örömöt több százezer futballbarátnak. Nekem a Fradi-pálya jelentett mindent, én, a vidéki kissrác, ott lehettem-lettem valaki. Jó sorsom oda vezényelt, mert valahol fenn úgy döntöttek rólam, hogy a Ferencváros legyen az életem. Örömök értek, csalódások – még vén fejjel is –, barátok hagytak el, de talán nem túlzás, ezrek jártak miattam meccsre. Ez volt a bázis, a futballanyaföld, ahová, mint a fel-feldobott kő, mindig visszahulltam.

### A válogatottban
Ő volt az a játékos, aki befért volna az Aranycsapatba is. 41 szeptemberében született, még nem érte el a 18. életévét, mikor már a válogatott csapat tagja lett. Sőt, még a Puskás Öcsit is megelőzte ezzel. Már 58-ban, 17 éves korában meghódította a közönséget, mert csodálatosan játszott, és nagyon viharos tapsot kapott a jugoszlávok elleni ifjúsági válogatott mérkőzésen.
1958-ban, 17 évesen lett válogatott játékos. Előtte 25 évvel történt hasonló eset. Az egyre eredményesebb csatársornak nem sokkal később már ünnepelt csillagává nőtte ki magát. 1959. június 28-án mutatkozott be a válogatottban Svédország ellen. A mérkőzés 3–2-es magyar sikert eredményezett. 1959. október 11-én Belgrádban, élete harmadik válogatott mérkőzésén három gólt is szerzett a jugoszláv válogatott ellen. Ezután eredményes volt Svájc és az NSZK ellen is.
1960-ban bekerült az olimpia magyar válogatott keretébe is, a tornán a bronzérmet szerezték meg. A válogatott csoportelsőként jutott az elődöntőbe, ahol azonban Dániától vereséget szenvedtek, majd a bronzmérkőzésen 2–1-re győzték le Olaszországot. Albert 5 gólt szerzett a torna során: egyet India ellen, valamint kettőt-kettőt Peru és Franciaország ellen. Az 1966-os világbajnokságon kiemelkedő játékot produkált, amire felfigyelt az európai sportsajtó. 1969. június 15-én Koppenhágában a Dánia elleni világbajnoki selejtezőn súlyos sérülést szenvedett. 1974. május 29-én elbúcsúzott a válogatottól is. Pályafutása alatt 75 válogatott mérkőzésen 32 gólt szerzett.
Többször is szerepelt a világválogatottban (1968, 1973) és az Európa-válogatottban (1972).

### Edzőként
1974-ben a Ferencváros technikai vezetője volt. 1979-től edzősködött Líbiában. Az FTC ifjúsági első csapatának az edzője volt.

## Családja
Felesége: Bársony Irén színésznő volt. Házasságukból két gyermek született, mindketten ismert sportolók lettek: Albert Magdolna (1964) kézilabdázó és ifj. Albert Flórián (1967) válogatott labdarúgó.

## Utolsó évei és halála

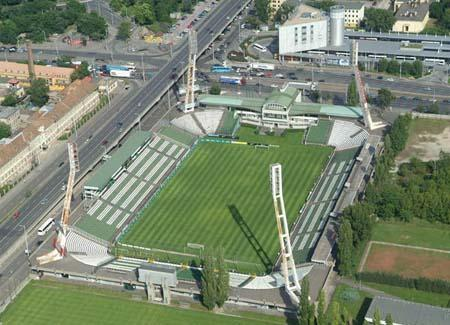
Az Albert Flóriánról elnevezett FTC stadion, 2011

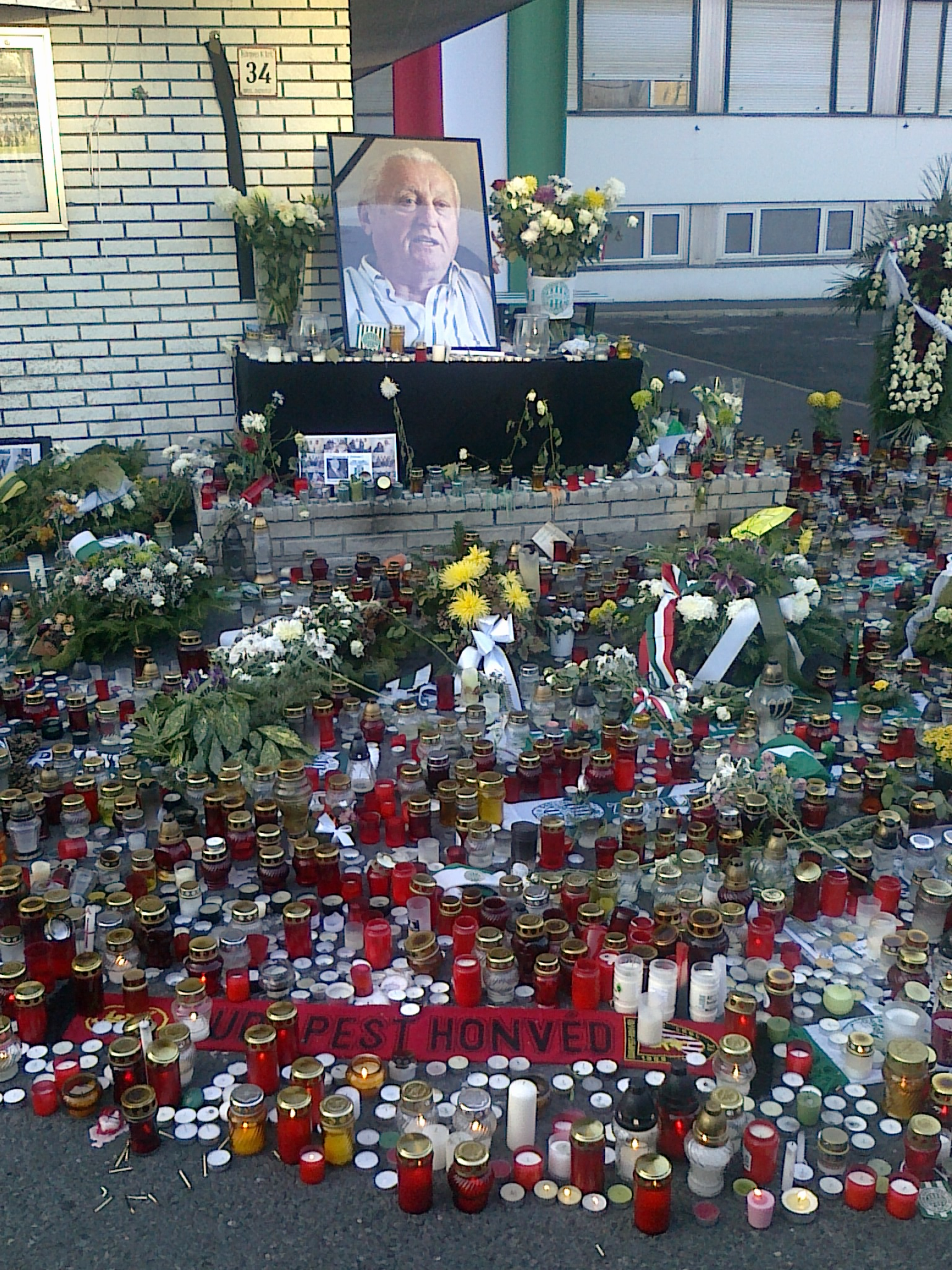
Búcsú a Császártól

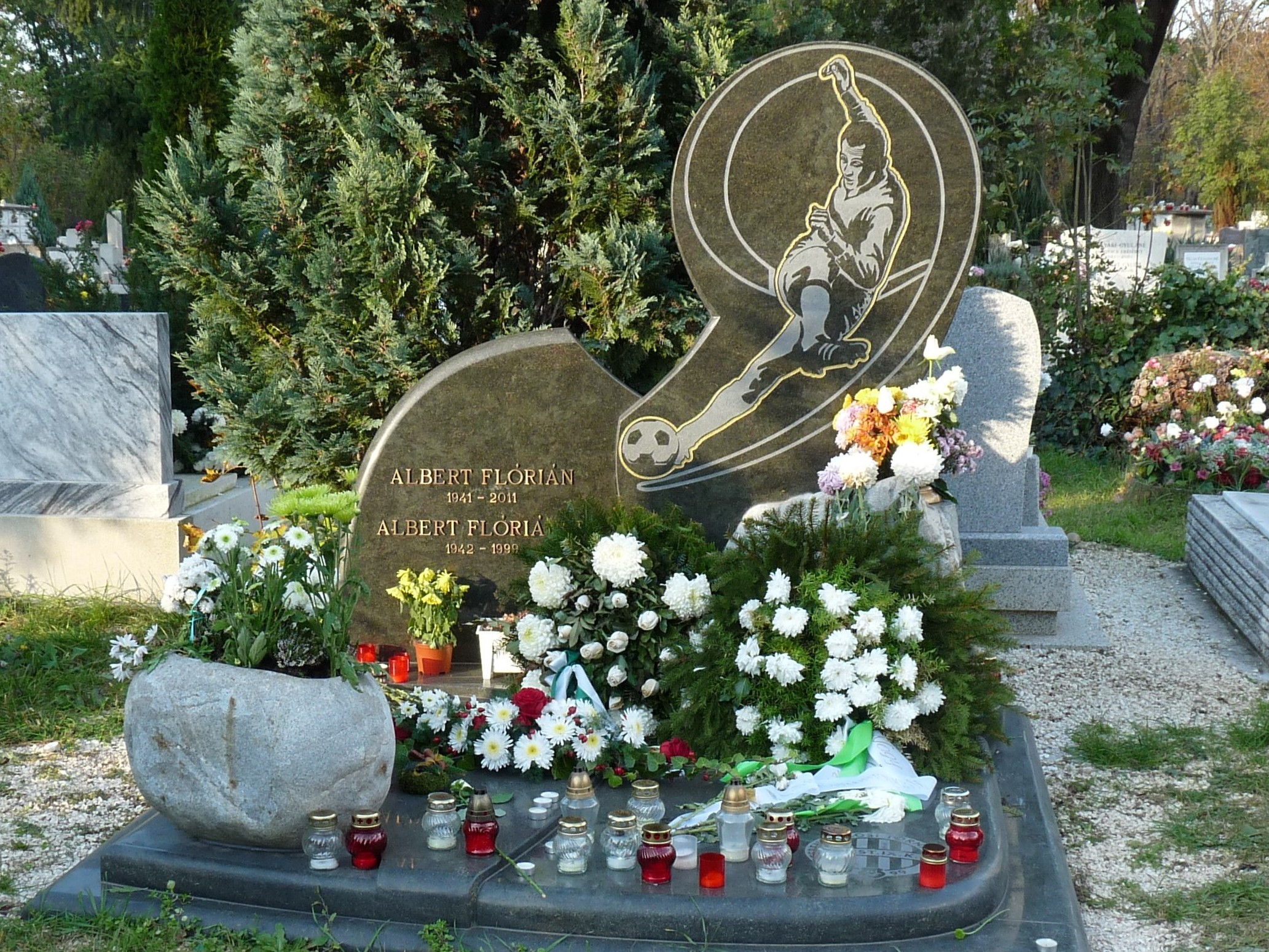
Síremléke az óbudai temetőben.

2007. december 21-én délben átkeresztelték az Üllői úti stadiont, a neve 2014 júliusáig Albert Flórián Stadion volt.
2011. október 7-én Budapest IX. kerületének díszpolgárává választották. Az elismerést Bácskai János, a kerület polgármestere nyújtotta át Albertnek.
70 évesen, 2011. október 31-én hunyt el szívinfarktus következtében. 2011. november 6-án kísérték utolsó útjára a budapesti Óbudai temetőben. A szertartást Kiss-Rigó László szeged–csanádi megyés püspök celebrálta. A temetésen több százan vettek részt, többek közt Orbán Viktor miniszterelnök, Schmitt Pál köztársasági elnök, Csányi Sándor, a Magyar Labdarúgó-szövetség elnöke, Molnár Zoltán, a Magyar Olimpiai Bizottság főtitkára, Czene Attila sportért felelő államtitkár, valamint Albert korábbi csapattársai közül Rákosi Gyula, Szűcs Lajos és Mészöly Kálmán.
A magyar labdarúgó-válogatott 2011. november 11-i mérkőzését Albert Flórián-emlékmérkőzésnek nyilvánította a Magyar Labdarúgó-szövetség.

## Sikerei, díjai

### Klubcsapatban
Ferencváros
- Magyar bajnokság : 
  - bajnok (4): 1963, 1964,1967, 1968
  - ezüstérmes (7): 1960, 1965, 1966, 1970 tavasz, 1971, 1973, 1974
  - bronzérmes (3): 1962, 1963 ősz, 1969
- Magyar Népköztársasági-kupa:
  - győztes (1): 1972
  - döntős (1): 1966
- Vásárvárosok Kupája:
  - győztes (1): 1964-1965
  - döntős (1): 1967-1968
  - elődöntős (1): 1962-1963
- UEFA-kupa:
  - elődöntős (1): 1971-1972
- BEK:
  - negyeddöntős (1): 1965-1966

### Válogatottal
- Magyarország:
  - Olimpiai bronzérmes (1): 1960
  - Európa-bajnoki-bronzérmes (1): 1964
  - Európa-bajnoki-negyedik (1): 1972
  - Világbajnokság-negyeddöntő (2): 1962, 1966
- Világválogatott (2): 1968, 1973
- Európa-válogatott (1): 1972

### Egyéni
- Aranylabda: 1967 (Aranylabda az emlékkiállításon ITT)
- Világbajnokság gólkirálya: 1962 (4 góllal, megosztva)
- Magyar bajnokság gólkirálya: 1960 (27),1961 (21), 1965 (27)
- Az év magyar labdarúgója: 1966, 1967
- BEK gólkirály: 1965–66 (7 góllal, megosztva)

## Kitüntetései

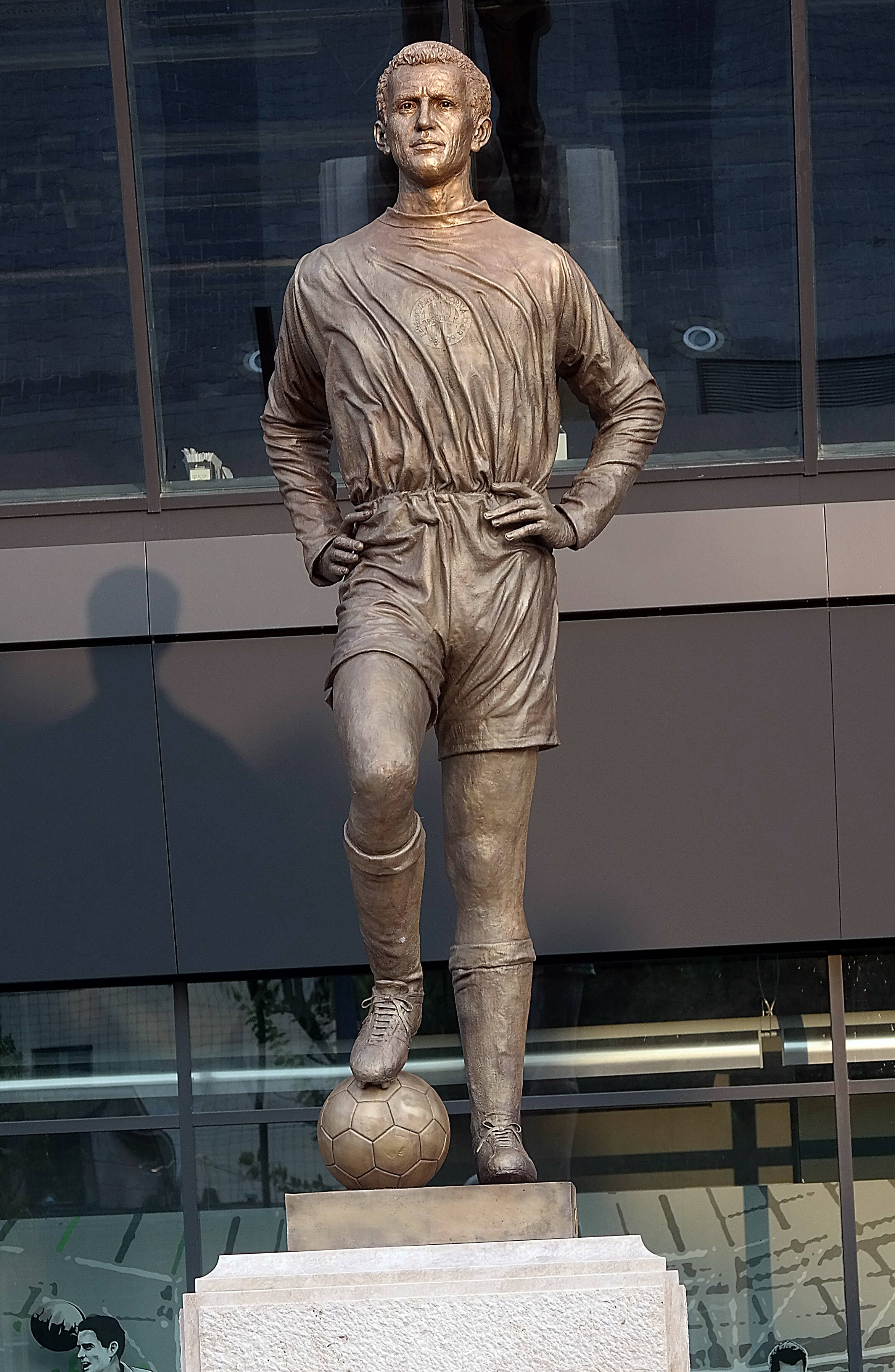
Szobra a Groupama Aréna főbejárata előtt (Kligl Sándor alkotása)

- A Magyar Köztársasági Érdemrend tisztikeresztje (1994)[13]
- Ferencvárosért emlékérem (1999)
- A Nemzet Sportolója (2004)
- Hercegszántó díszpolgára (2007)[14]
- Budapest díszpolgára (2010)
- A Magyar Köztársasági Érdemrend középkeresztje (2011)
- Ferencváros díszpolgára (2011)
- Erzsébetváros díszpolgára (2011, posztumusz)

## Emlékezete

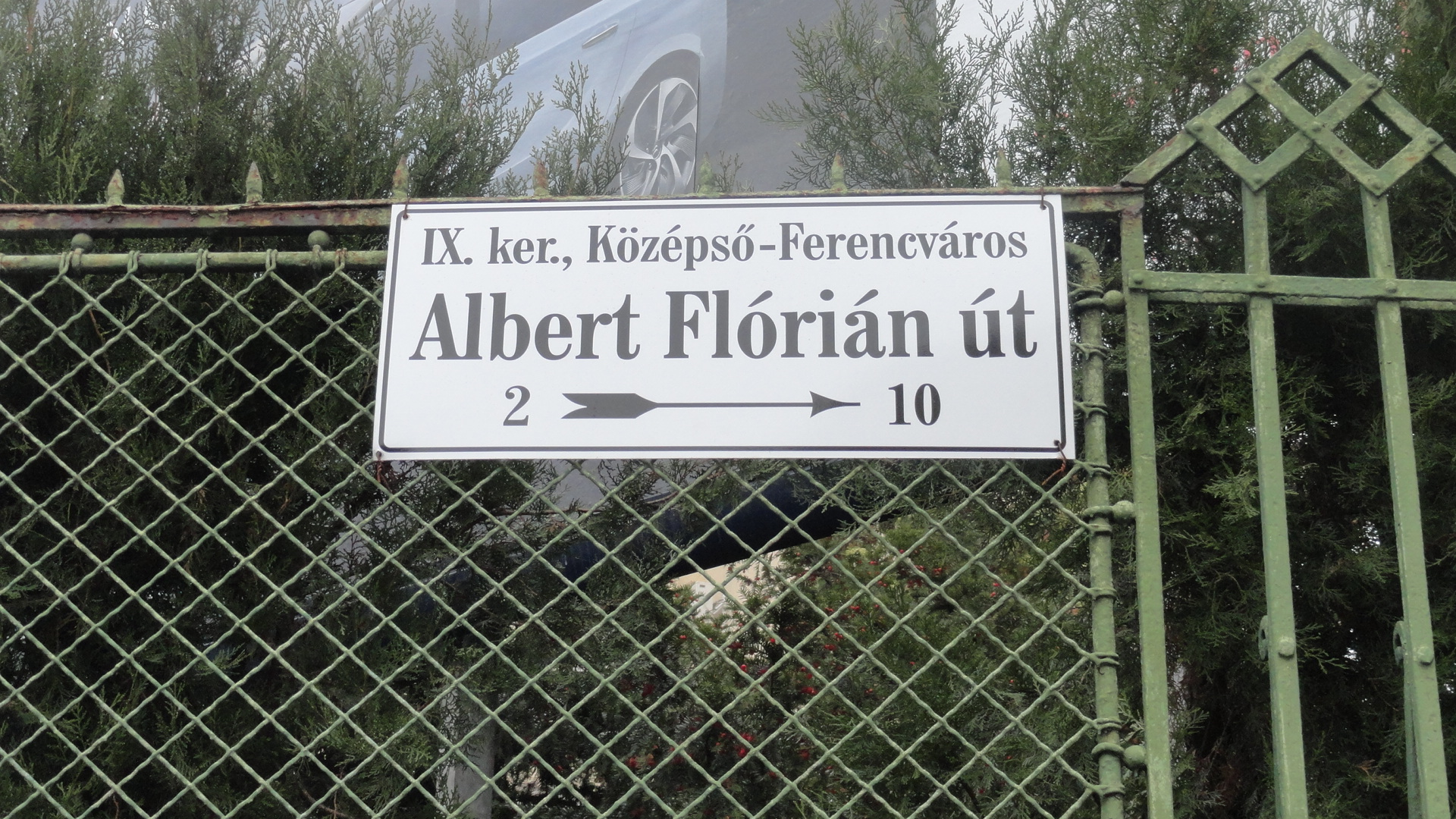
A róla elnevezett út táblája

Születésének 71. évfordulója alkalmából 2012. szeptember 14-én a róla elnevezett stadionban mutatták be a Magyar Posta által kibocsátott emlékívet. A Baticz Barnabás grafikus tervezte emlékíven egy Albert Flóriánról összeállított kompozíció és a labdarúgó aláírása látható. A kapcsolódó emléklap belső oldalán Vitray Tamás magyar és angol nyelvű megemlékezése olvasható.
Egy jelenetben feltűnik az 1985-ben forgatott Az elvarázsolt dollár című Bujtor-filmben Puskás Ferenccel együtt.
2013-ban a Gyáli út egy részét Albert Flórián útra keresztelték át.
2014. augusztus 7-én felavatták három és fél méteres, egész alakos bronzszobrát, Kligl Sándor alkotását a Ferencváros újjáépített stadionja előtt.

## Statisztika

### Mérkőzései a válogatottban
| Magyarország | Magyarország         | Magyarország                          | Magyarország  | Magyarország | Magyarország  | Magyarország        | Magyarország | Magyarország   |
| #            | Dátum                | Helyszín                              | Hazai         | Eredmény     | Vendég        | Kiírás              | Gólok        | Esemény        |
| ------------ | -------------------- | ------------------------------------- | ------------- | ------------ | ------------- | ------------------- | ------------ | -------------- |
| 1.           | 1959. június 28.     | Budapest, Népstadion                  | Magyarország  | 3 – 2        | Svédország    | barátságos          | -            |                |
| 2.           | 1959. szeptember 27. | Budapest, Népstadion                  | Magyarország  | 0 – 1        | Szovjetunió   | NEK-selejtező       | -            |                |
| 3.           | 1959. október 11.    | Belgrád, JNA-stadion                  | Jugoszlávia   | 2 – 4        | Magyarország  | barátságos          | 3            | 4' 33' 69' 77' |
| 4.           | 1959. október 25.    | Budapest, Népstadion                  | Magyarország  | 8 – 0        | Svájc         | Európa-kupa         | 1            | 27'            |
| 5.           | 1959. november 8.    | Budapest, Népstadion                  | Magyarország  | 4 – 3        | NSZK          | barátságos          | 1            | 47'            |
| 6.           | 1959. november 29.   | Firenze, Stadio Comunale              | Olaszország   | 1 – 1        | Magyarország  | Európa-kupa         | -            |                |
| 7.           | 1960. május 22.      | Budapest, Népstadion                  | Magyarország  | 2 – 0        | Anglia        | barátságos          | 2            | 51' 76'        |
| 8.           | 1960. június 5.      | Budapest, Népstadion                  | Magyarország  | 3 – 3        | Skócia        | barátságos          | -            |                |
|              | 1960. augusztus 26.  | L’Aquila (ITA)                        | Magyarország  | 2 – 1        | India         | olimpiai D csoport  | -            | 56'            |
|              | 1960. augusztus 29.  | Nápoly (ITA)                          | Magyarország  | 6 – 2        | Peru          | olimpiai D csoport  | -            | 17' 87'        |
|              | 1960. szeptember 1.  | Róma (ITA)                            | Magyarország  | 7 – 0        | Franciaország | olimpiai D csoport  | -            | 12' 85'        |
|              | 1960. szeptember 6.  | Róma (ITA)                            | Dánia         | 2 – 0        | Magyarország  | olimpiai elődöntő   | -            |                |
|              | 1960. szeptember 9.  | Róma                                  | Olaszország   | 1 – 2        | Magyarország  | olimpiai 3. helyért | -            |                |
| 9.           | 1960. október 9.     | Budapest, Népstadion                  | Magyarország  | 1 – 1        | Jugoszlávia   | barátságos          | -            |                |
| 10.          | 1960. október 30.    | Brüsszel, Heysel-stadion              | Belgium       | 2 – 1        | Magyarország  | barátságos          | -            |                |
| 11.          | 1960. november 13.   | Budapest, Népstadion                  | Magyarország  | 4 – 1        | Lengyelország | barátságos          | -            |                |
| 12.          | 1960. november 20.   | Budapest, Népstadion                  | Magyarország  | 2 – 0        | Ausztria      | barátságos          | -            | 46'            |
| 13.          | 1961. február 17.    | Kairó, Olimpiai Stadion               | Egyiptom      | 0 – 2        | Magyarország  | barátságos          | 2            | 70' 72'        |
| 14.          | 1961. április 16.    | Budapest, Megyer úti Stadion          | Magyarország  | 2 – 0        | NDK           | vb-selejtező        | 1            | 13'            |
| 15.          | 1961. május 7.       | Belgrád, JNA-stadion                  | Jugoszlávia   | 2 – 4        | Magyarország  | barátságos          | 1            | 5' 19'         |
| 16.          | 1961. május 28.      | Budapest, Népstadion                  | Magyarország  | 3 – 2        | Wales         | barátságos          | -            |                |
| 17.          | 1961. június 11.     | Budapest, Népstadion                  | Magyarország  | 1 – 2        | Ausztria      | barátságos          | -            | 36'            |
| 18.          | 1961. szeptember 10. | Berlin, Walter Ulbricht Stadion       | NDK           | 2 – 3        | Magyarország  | vb-selejtező        | -            |                |
| 19.          | 1961. december 9.    | Santiago, Estadio Nacional            | Chile         | 5 – 1        | Magyarország  | barátságos          | -            |                |
| 20.          | 1961. december 13.   | Santiago, Estadio Nacional            | Chile         | 0 – 0        | Magyarország  | barátságos          | -            | 75'            |
| 21.          | 1961. december 23.   | Montevideo, Estadio Centenario        | Uruguay       | 1 – 1        | Magyarország  | barátságos          | -            |                |
| 22.          | 1962. április 18.    | Budapest, Népstadion                  | Magyarország  | 1 – 1        | Uruguay       | barátságos          | -            |                |
| 23.          | 1962. április 29.    | Budapest, Népstadion                  | Magyarország  | 2 – 1        | Törökország   | barátságos          | -            | 46'            |
| 24.          | 1962. május 31.      | Rancagua, Estadio El Teniente (CHI)   | Magyarország  | 2 – 1        | Anglia        | vb-csoportkör       | 1            | 73'            |
| 25.          | 1962. június 3.      | Rancagua, Estadio El Teniente (CHI)   | Magyarország  | 6 – 1        | Bulgária      | vb-csoportkör       | 3            | 1' 6' 53'      |
| 26.          | 1962. június 10.     | Rancagua, Estadio El Teniente (CHI)   | Magyarország  | 0 – 1        | Csehszlovákia | vb-negyeddöntő      | -            |                |
| 27.          | 1962. június 24.     | Bécs, Práter-stadion                  | Ausztria      | 1 – 2        | Magyarország  | barátságos          | -            |                |
| 28.          | 1962. október 28.    | Budapest, Népstadion                  | Magyarország  | 2 – 0        | Ausztria      | barátságos          | -            |                |
| 29.          | 1962. november 7.    | Budapest, Népstadion                  | Magyarország  | 3 – 1        | Wales         | NEK-selejtező       | 1            | 6'             |
| 30.          | 1962. november 11.   | Párizs, Colombes Stadion              | Franciaország | 2 – 3        | Magyarország  | barátságos          | -            | 24'            |
| 31.          | 1963. március 20.    | Cardiff, Ninian Park                  | Wales         | 1 – 1        | Magyarország  | NEK-selejtező       | -            |                |
| 32.          | 1963. május 5.       | Stockholm, Råsunda Stadion            | Svédország    | 2 – 1        | Magyarország  | barátságos          | 1            | 71'            |
| 33.          | 1963. május 19.      | Budapest, Népstadion                  | Magyarország  | 6 – 0        | Dánia         | barátságos          | 1            | 75'            |
| 34.          | 1963. szeptember 21. | Moszkva, Lenin-stadion                | Szovjetunió   | 1 – 1        | Magyarország  | barátságos          | -            |                |
| 35.          | 1963. október 6.     | Belgrád, JNA-stadion                  | Jugoszlávia   | 2 – 0        | Magyarország  | barátságos          | -            |                |
| 36.          | 1963. október 19.    | Kelet-Berlin, Walter Ulbricht Stadion | NDK           | 1 – 2        | Magyarország  | NEK-selejtező       | -            |                |
| 37.          | 1963. október 27.    | Budapest, Népstadion                  | Magyarország  | 2 – 1        | Ausztria      | barátságos          | 1            | 15'            |
| 38.          | 1963. november 3.    | Budapest, Népstadion                  | Magyarország  | 3 – 3        | NDK           | NEK-selejtező       | -            |                |
| 39.          | 1964. április 25.    | Párizs, Colombes Stadion              | Franciaország | 1 – 3        | Magyarország  | NEK-selejtező       | 1            | 15'            |
| 40.          | 1964. május 3.       | Bécs, Práter-stadion                  | Ausztria      | 1 – 0        | Magyarország  | barátságos          | -            |                |
| 41.          | 1964. június 17.     | Madrid, Santiago Bernabéu stadion     | Spanyolország | 2 – 1        | Magyarország  | NEK-elődöntő        | -            |                |
| 42.          | 1964. június 20.     | Barcelona, Camp Nou (ESP)             | Magyarország  | 3 – 1        | Dánia         | NEK 3. helyért      | -            |                |
| 43.          | 1964. október 4.     | Bern, Wankdorf-stadion                | Svájc         | 0 – 2        | Magyarország  | barátságos          | 2            | 39' 84'        |
| 44.          | 1964. október 11.    | Budapest, Népstadion                  | Magyarország  | 2 – 2        | Csehszlovákia | barátságos          | 2            | 17' 54'        |
| 45.          | 1964. október 25.    | Budapest, Népstadion                  | Magyarország  | 2 – 1        | Jugoszlávia   | barátságos          | 2            | 9' 36' 65'     |
| 46.          | 1965. május 23.      | Lipcse, Zentralstadion                | NDK           | 1 – 1        | Magyarország  | vb-selejtező        | -            |                |
| 47.          | 1965. június 13.     | Bécs, Práter-stadion                  | Ausztria      | 0 – 1        | Magyarország  | vb-selejtező        | -            |                |
| 48.          | 1965. június 27.     | Budapest, Népstadion                  | Magyarország  | 2 – 1        | Olaszország   | barátságos          | 1            | 37'            |
| 49.          | 1965. szeptember 5.  | Budapest, Népstadion                  | Magyarország  | 3 – 0        | Ausztria      | vb-selejtező        | -            |                |
| 50.          | 1965. október 9.     | Budapest, Népstadion                  | Magyarország  | 3 – 2        | NDK           | vb-selejtező        | -            |                |
| 51.          | 1966. május 3.       | Chorzów, Stadion Śląski               | Lengyelország | 1 – 1        | Magyarország  | barátságos          | -            |                |
| 52.          | 1966. július 13.     | Manchester, Old Trafford (ENG)        | Portugália    | 3 – 1        | Magyarország  | vb-csoportkör       | -            |                |
| 53.          | 1966. július 15.     | Liverpool, Goodison Park (ENG)        | Magyarország  | 3 – 1        | Brazília      | vb-csoportkör       | -            |                |
| 54.          | 1966. július 20.     | Manchester, Old Trafford (ENG)        | Magyarország  | 3 – 1        | Bulgária      | vb-csoportkör       | -            |                |
| 55.          | 1966. július 23.     | Sunderland, Roker Park (ENG)          | Szovjetunió   | 2 – 1        | Magyarország  | vb-negyeddöntő      | -            |                |
| 56.          | 1966. szeptember 7.  | Rotterdam, Feijenoord Stadion         | Hollandia     | 2 – 2        | Magyarország  | Eb-selejtező        | -            |                |
| 57.          | 1966. szeptember 21. | Budapest, Népstadion                  | Magyarország  | 6 – 0        | Dánia         | barátságos          | 2            | 1' 32'         |
| 58.          | 1966. szeptember 28. | Budapest, Népstadion                  | Magyarország  | 4 – 2        | Franciaország | barátságos          | -            |                |
| 59.          | 1966. október 30.    | Budapest, Népstadion                  | Magyarország  | 3 – 1        | Ausztria      | barátságos          | -            |                |
| 60.          | 1967. április 23.    | Budapest, Népstadion                  | Magyarország  | 1 – 0        | Jugoszlávia   | barátságos          | -            |                |
| 61.          | 1967. május 10.      | Budapest, Népstadion                  | Magyarország  | 2 – 1        | Hollandia     | Eb-selejtező        | -            |                |
| 62.          | 1967. május 24.      | Koppenhága, Idrætspark                | Dánia         | 0 – 2        | Magyarország  | Eb-selejtező        | 1            | 32'            |
| 63.          | 1967. szeptember 6.  | Bécs, Práter-stadion                  | Ausztria      | 1 – 3        | Magyarország  | barátságos          | -            |                |
| 64.          | 1967. szeptember 27. | Budapest, Népstadion                  | Magyarország  | 3 – 1        | NDK           | Eb-selejtező        | -            |                |
| 65.          | 1967. október 29.    | Lipcse, Zentralstadion                | NDK           | 1 – 0        | Magyarország  | Eb-selejtező        | -            |                |
| 66.          | 1968. május 11.      | Moszkva, Lenin-stadion                | Szovjetunió   | 3 – 0        | Magyarország  | Eb-selejtező        | -            |                |
| 67.          | 1969. május 25.      | Budapest, Népstadion                  | Magyarország  | 2 – 0        | Csehszlovákia | vb-selejtező        | 1            | 89'            |
| 68.          | 1969. június 8.      | Dublin, Lansdowne Road                | Írország      | 1 – 2        | Magyarország  | vb-selejtező        | -            |                |
| 69.          | 1969. június 15.     | Koppenhága, Idrætspark                | Dánia         | 3 – 2        | Magyarország  | vb-selejtező        | -            | 37'            |
| 70.          | 1971. április 4.     | Bécs, Práter-stadion                  | Ausztria      | 0 – 2        | Magyarország  | barátságos          | -            |                |
| 71.          | 1971. április 24.    | Budapest, Népstadion                  | Magyarország  | 1 – 1        | Franciaország | Eb-selejtező        | -            |                |
| 72.          | 1971. május 19.      | Szófia, Levszki-stadion               | Bulgária      | 3 – 0        | Magyarország  | Eb-selejtező        | -            |                |
| 73.          | 1972. június 14.     | Brüsszel, Heysel Stadion (BEL)        | Szovjetunió   | 1 – 0        | Magyarország  | Eb-elődöntő         | -            | 60'            |
| 74.          | 1972. június 17.     | Liège, Stade Maurice Dufrasne         | Belgium       | 2 – 1        | Magyarország  | Eb 3. helyért       | -            |                |
| 75.          | 1974. május 29.      | Székesfehérvár, Sóstói Stadion        | Magyarország  | 3 – 2        | Jugoszlávia   | barátságos          | -            | 15'            |
|              | Összesen             |                                       |               | 75           | mérkőzés      |                     | 31           | gól            |

## Kötetei
- Hoffer József–Albert Flórián: Rúgd a labdát!; Sport, Bp., 1970 (Sportról fiataloknak)
- Életem a Fradi Titkok az Aranylabda árnyékából; Ringier, Bp., 2007